# Alessio Nieri
Alessio Nieri (Pontedera, 13 april 2001) is een Italiaans wielrenner .

## Carrière
In 2021 nam Nieri deel aan de Ronde van Italië voor beloften. In de achtste etappe, een bergrit over de Tonalepas naar Andalo, eindigde hij op de zevende plek, veertig seconden naar winnaar Riccardo Ciuccarelli. Een jaar later werd Nieri prof bij Bardiani CSF Faizanè. In zijn debuutjaar nam hij deel aan onder meer de Wielerweek van Coppi en Bartali en de Ronde van Sicilië. In de tijdrit van de Carpathian Couriers Race werd hij zesde, op zestien seconden van ploeggenoot Alessio Martinelli.

## Overwinningen
2023
Bergklassement Ronde van het Qinghaimeer

## Ploegen
- 2022 –  Bardiani CSF Faizanè
- 2023 –  Green Project-Bardiani-CSF-Faizanè
- 2024 –  Work Service-Vitalcare-Dynatek

Battaglin · Bonillo · Cañaveral · Colnaghi · Covili · El Gouzi · Fiorelli · Gabburo · Marcellusi · Martinelli · Mazzucco · Modolo · Mulubrhan (vanaf 21/4) · Nieri · Pellizzari · Pinarello · Rastelli · Santaromita · Tarozzi · Tolio · Tonelli · Trainini (tot 5/4) · Visconti (tot9/3) · Zana · Zanoncello · Zoccarato · Magli (stagiair)
Bonillo · Colnaghi · Conforti · Covili · El Gouzi · Fiorelli · Gabburo · Lucca · Magli · Marcellusi · Martinelli ·  Mulubrhan · Nieri · Paletti · Pellizzari · Petrucci (tot 9/2) · Pinarello · Rastelli · Santaromita · Scalco · Scott (tot 20/7) · Tarozzi · Tolio · Tonelli · Zanoncello · Zoccarato · Cadena (stagiair) · Cavallo (stagiair) · Rojas (stagiair)